# 김진우 (2006년)
김진우(2006년 3월 20일~)는 대한민국의 배우이자 모델이다.

## 출연 작품

### 연기 활동

#### 드라마
- 2007년 SBS 월화드라마 《강남엄마 따라잡기》 ... 어린 최진우 역(맹세창 아역)
- 2008년 KBS 2TV HD 특별기획드라마 《바람의 나라》 ... 어린 호동왕자 역
- 2009년 KBS 2TV 대하드라마 《천추태후》 ... 어린 현종 역(김지훈 아역)
- 2009년 KBS 2TV 주말연속극 《솔약국집 아들들》 ... 송대희 역
- 2010년 KBS 2TV HD 특별기획드라마 《추노》 ... 원손 이석견 역
- 2010년 SBS 일일드라마 《세 자매》 ... 고세종 역
- 2011년 MBC 수목미니시리즈 《로열 패밀리》 ... 어린 한지훈 역(지성 아역)
- 2011년 SBS 일일드라마 《당신이 잠든 사이》 ... 채환희 역
- 2011년~2012년 MBC 특별기획 주말드라마 《애정만만세》 ... 희망이 역
- 2011년 SBS 월화드라마 《천일의 약속》 ... 어린 이문권 역(박유환 아역)
- 2011년 JTBC 대하드라마 《인수대비》 ... 어린 연산군 역(진태현 아역)
- 2012년 MBC 수목미니시리즈 《해를 품은 달》 ... 어린 허염 역(임시완 아역)
- 2012년 KBS 2TV 수목드라마 《난폭한 로맨스》 ... 진우영 역
- 2013년 JTBC 주말드라마 《궁중잔혹사 꽃들의 전쟁》 ... 어린 남혁 역(전태수 아역)
- 2013년 KBS 2TV 월화드라마 《굿 닥터》 ... 현우 역
- 2013년 tvN 《응답하라 1994》
- 2014년 MBC 특별기획드라마 《기황후》 ... 아유르시리다라르 황자 역
- 2014년 MBC 수목미니시리즈 《운명처럼 널 사랑해》 ... 어린 다니엘 피트 역(최진혁 아역)
- 2014년 tvN 금토드라마 《연애 말고 결혼》 ... 어린 공기태 역 (연우진 아역)